# Berberis corymbosa
Berberis corymbosa là một loài thực vật có hoa trong họ Hoàng mộc. Loài này được Hook. & Arn. mô tả khoa học đầu tiên năm 1833.